# مايكل بينيير
مايكل بينيير هو كاتب سيناريو وممثل كندي، ولد في 25 مايو 1970 بفانكوفر في كندا.

## أعمال

### أفلام
- (1989) يوم الجمعة الثالث عشر الجزء الثامن
- (2007) بوستال

## وصلات خارجية
- مايكل بينيير على موقع IMDb (الإنجليزية)
- مايكل بينيير على موقع قاعدة بيانات الفيلم (الإنجليزية)